# Robert Hadden Haining
Sir Robert Hadden Haining, britanski general, * 1882, † 1959.